# Squadra antimafia - Palermo oggi
Squadra antimafia - Palermo oggi, es una serie de televisión italiana estrenada el 31 de marzo del 2009 en la cadena Canale 5.
La serie ha contado con la participación de los actores Vincent Riotta, Massimo Poggio, Sergio Muniz, Andrea Napoleoni, Alessio Vassallo, Maciej Robakiewicz, Romuald Andrzej Klos, Ottavio Amato, Giuseppe Russo, Vanni Bramati, Massimo Bonetti, Tony Sperandeo, entre otros...

## Historia
La historia se sitúa en Palermo y se centra en un equipo de la policía conocido como "Duomo" que está bajo el cargo de la superintendente Claudia Mares y cómo luchan por la justicia y por atrapar a la organización de la mafia. Poco después Claudia se hace amiga de Rosy Abate, una joven que pertenece a un clan mafioso y logra convencerla de que cambia de bando y ayude a la policía, al final de la cuarta temporada Claudia, lo que deja destrozada a Rosy.
Durante la quinta temporada la serie se sitúa en Catania y el equipo tiene una nueva superintendente Lara Colombo, cuya hermana Verónica Colombo tiene tratos con la mafia.

## Personajes

### Personajes principales
| Actor              | Personaje          | Ocupación                                                      | # de Episodios | Duración        |
| ------------------ | ------------------ | -------------------------------------------------------------- | -------------- | --------------- |
| Bruno Torrisi      | Questore Licata    | Superintendente de la Policía                                  | -              | 2009 - presente |
| Giordano De Plano  | Sandro Pietrangeli | Inspector de la Policía                                        | 38             | 2010 - presente |
| Paolo Pierobon     | Filippo De Silva   | Miembro de la Célula "Crisalide"/exagente del Servicio Secreto | 39             | 2010 - presente |
| Dino Abbrescia     | Vito Sciuto        | Inspector de la Policía                                        | 10             | 2013 - presente |
| Francesca Valtorta | Rachele Ragno      | Mafiosa                                                        | 15+            | 2014 - presente |
| Giovanni Scifoni   | Davide Tempofosco  | Superintendente de la Policía                                  | 10             | 2015 - presente |

### Próximos Personajes
| Actor              | Personaje         | Ocupación           | Fecha de Aparición |
| ------------------ | ----------------- | ------------------- | ------------------ |
| Giovanni Scifoni   | Davide Tempofosco | Oficial             | 2015               |
| Daniela Marra      | Emma Cantalupo    | Analista Financiera | 2015               |
| Maurizio Marchetti | Calogero Maglio   | Mafioso             | 2015               |
| Gabriele Greco     | Graziano Maglio   | Mafioso             | 2015               |
| Fabio Troiano      | -                 | -                   | 2015               |

### Antiguos Personajes Principales
| Actor                | Personaje           | Ocupación                     | Episodios | Duración          | Estado | Causa                                                                                       |
| -------------------- | ------------------- | ----------------------------- | --------- | ----------------- | ------ | ------------------------------------------------------------------------------------------- |
| Simona Cavallari     | Claudia Mares       | Superintendente               | 28        | 2009 - 2012, 2014 | Muerta | muere después de que explotará una bomba puesta por Ilaria                                  |
| Giulia Michelini     | Rosy Abate          | Mafiosa                       | 64        | 2009-2015         | Viva   | simula su muerte por una explosión de la bomba de gas, y comienza una nueva vida en Liguria |
| Claudio Gioè         | Ivan Di Meo         | Superintendente               | 13        | 2009 - 2010       | Muerto | muere luego de que Rosy descubriera que era un policía                                      |
| Marco Bocci          | Domenico Calcaterra | Superintendente               | 64        | 2011-2015         | Vivo   | Está encerrado en un manicomio                                                              |
| Alice Palazzi        | Fiamma Rigosi       | Oficial de la Policía         | 5         | 2010 - 2011       | Muerta | murió durante un tiroteo con De Silva y Vito Portanova                                      |
| Francesco Mandelli   | Luca Serino         | Inspector de la Policía       | 19        | 2010 - 2012       | Muerto | muere luego de recibir un disparo de Tito Nerone                                            |
| Massimo Corvo        | Goffredo Pulvirenti | Juez/Corrupto                 | -         | 2011 - 2014       | Muerto | asesinado por De Silva                                                                      |
| Ludovico Vitrano     | Gaetano Palladino   | Inspector de la Policía       | -         | 2012 - 2014       | Muerto | asesinado por Pulvirenti por investigar sobre "Crisalide"                                   |
| Andrea Sartoretti    | Dante Mezzanotte    | Mafioso/Gerente de Mondello   | 20        | 2012 - 2013       | Muerto | murió durante un tiroteo con uno de los hombres de Afrikanietz                              |
| Pierluigi Corallo    | Nicola Ragno        | Mafioso                       | -         | 2014              | Muerto | asesinado por Veronica Colombo                                                              |
| Fabrizio Nevola      | Ettore Ragno        | Mafioso                       | -         | 2014              | Muerto | murió luego de recibir un disparo de la oficial Lara Colombo                                |
| Carlo Calderone      | Angelino Ragno      | Mafioso                       | 3         | 2014              | Muerto | asesinado por Vito para evitar que matara a la oficial Francesca                            |
| Greta Scarano        | Francesca Leoni     | Inspectora de la polizia      | 32        | 2012-2015         | Viva   | Abandona para estar con su novia                                                            |
| Ana Caterina Morariu | Lara Colombo        | Superintendente de la policía | 24        | 2013-2015         | Muerta | Muriò durante una emboscada de Spagnardi salvando la vida a Tempofosco                      |
| Valentina Carnelutti | Veronica Colombo    | Mafiosa                       | 24        | 2013-2015         | Muerta | Muriò exterminada junto a los Maglio después de los salutos de Leonardino por De Silva      |

### Antiguos Personajes Recurrentes
| Actor                  | Personaje                  | Ocupación             | Episodios | Duración    | Estado | Causa                                                      |
| ---------------------- | -------------------------- | --------------------- | --------- | ----------- | ------ | ---------------------------------------------------------- |
| Ninni Bruschetta       | Fabrizio "Alfiere" Lorri   | Oficial de la Policía | 9         | 2009 - 2010 | Muerto | murió a manos de Catanese al intentar proteger a Claudia   |
| Sergio Friscia         | Leonardo "Nardo" Abate     | Mafioso               | 11        | 2009 - 2010 | Muerto | asesinado por la familia corleonese de Manzella            |
| Jacopo Cavallaro       | Carmine Abate              | Mafioso               | 5         | 2009 - 2010 | Muerto | muere durante un tiroteo con la policía                    |
| Luca Angeletti         | Vito Abate                 | Mafioso               | 3         | 2009        | Muerto | muere durante un tiroteo con la policía                    |
| Paolo Ricca            | Salvatore "Salvo" Rizzuto  | -                     | 1         | 2009        | Muerto | asesinado por Saro Cangemi por estar enamorado de Rosy     |
| Raffaele Vannoli       | Gigante                    | Oficial de la Policía | -         | 2009        | Vivo   | renuncia para pasar más tiempo con su familia              |
| Marco Leonardi         | Africa                     | Oficial de la Policía | 6         | 2009        | -      | -                                                          |
| Silvia De Santis       | Viola                      | Oficial de la Policía | -         | 2009        | -      | -                                                          |
| Claudio Castrogiovanni | Giacomo Trapani            | Mafioso               | 6         | 2009        | Muerto | muere en una explosión mientras era llevado a la comisaría |
| Peppe Lanzetta         | Michele Lo Pane            | Mafioso               | -         | 2009        | -      | asesinado por un hombre de Trapani                         |
| Alessio Caruso         | Gaetano Lipari             | Narcotraficante       | -         | 2010        | Muerto | muere luego de recibir un disparo de Claudia Mares         |
| Gaetano Aronica        | Cifalà                     | Abogado               | -         | 2010 - 2011 | Muerto | muere luego de que Catanese le disparara                   |
| Fabrizio Corona        | Ivo "Catanese" Principe    | Asesino               | -         | 2010 - 2011 | -      | -                                                          |
| Salvatore Lazzaro      | Rosario Manzella           | Mafioso               | -         | 2011        | Muerto | asesinado en una emboscada preparada por Rosy              |
| Gianmarco Tognazzi     | Giorgio Antonucci          | Abogado (corrupto)    | 8         | 2011 - 2012 | Vivo   | -                                                          |
| Giuseppe Zeno          | Vito Portanova             | Mafioso               | 8         | 2011        | Muerto | asesinado por la policía durante un tiroteo                |
| Gigio Morra            | Ruggero "'U Puparo" Geraci | Mafioso               | -         | 2011        | Muerto | asesinado por De Silva de un disparo en la cabeza          |
| Micol Di Carlo         | Leonardino "Leo" Abate     | -                     | 10        | 2011        | Muerto | asesinado                                                  |
| Tommaso Ramenghi       | Umberto Abate              | Empresario            | -         | 2012        | Muerto | asesinado por su hermana Ilaria                            |
| Serena Iansiti         | Ilaria "La Viola" Abate    | Mafiosa               | -         | 2012        | Muerta | asesinada por Rosy quien se vengó por la muerte de Claudia |
| Massimo De Santis      | Armando Mezzanotte         | Mafioso               | -         | 2012        | Muerto | asesinado por De Silva                                     |
| Luca Lionello          | Tito Nerone                | Asesino               | 10        | 2012        | Muerto | muere luego de caerse de un techo durante una persecución  |
| Francesco Montanari    | Achille Ferro              | Mafioso               | -         | 2013        | Muerto | asesinado por Dante para vengar la muerte de Leonardino    |
| Luigi Diberti          | Oreste Ferro               | Mafioso               | -         | 2013        | Muerto | sufre una emboscada hecha por los hombres de Afrikanietz   |
| Edoardo Pesce          | Michele Catena             | Mafioso               | -         | 2013        | Muerto | capturado, torturado y asesinado por Dante y Orestes       |
| Alessandro Rugnone     | Ruggero Spina              | -                     | -         | 2013        | Muerto | es asesinado por Achille Ferro                             |
| Romuald Klos           | Africanietz                | Jefe de la Mafia Rusa | 4         | 2013-2014   | Muerto | es asesinado por De Silva                                  |
| Ivana Lotito           | Anna                       | Fisioterapeuta        | -         | 2013-2014   | Viva   | se fue luego de terminar con Sandro                        |
| Adriano Chiaramida     | Don Carmine Spinone        | exjefe de la Mafia    | -         | 2014        | Muerto | se suicidó en la cárcel                                    |
| Luigi Maria Burruano   | Don Salvo Basile           | Jefe de la Mafia      | -         | 2014        | Muerto | se suicidó luego de que la familia Ragno lo atacara        |
| Paolo Graziosi         | Guido Mantia               | Jefe de "Crisalide"   | -         | 2014        | Muerto | asesinado por Veronica Colombo para ocupar su puesto       |
| Salvatore Misticone    | Don Tano Rizzo             | Jefe Mafioso          | -         | 2014        | Muerto | asesinado por Salvo Basile                                 |
| Giorgio Caputo         | Marco Arcieri              | exagente del ASI      | 7         | 2014        | Muerto | asesinado por De Silva por ayudar al oficial Calcaterra    |
| Sergio Romano          | Giovanni Spagnardi         | Mafioso               | -         | 2014        | Muerto | asesinado por Rosy en defensa propia                       |
| Giulia Valenti         | Giovanna Ragno             | -                     | -         | 2014        | -      | -                                                          |
| Chiara Bassermann      | Elisa Ragno                | -                     | 5         | 2014        | -      | -                                                          |
| Teresa Saponangelo     | Carmela Ragno              | -                     | 4         | 2014        | -      | -                                                          |

## Episodios
La primera temporada se transmitió en el 2009 y estuvo conformada por 6 episodios, la segunda tuvo 8 episodios y se transmitió en el 2010, al año siguiente se transmitió la tercera temporada conformada por 10 episodios, la cuarta se transmitió en el 2012 y contó con 10 episodios y la quinta temporada se transmitió en el 2013 y también estuvo conformada por 10 episodios.

## Producción
La serie fue creada por Pietro Valsecchi, la cual es la secuela de la miniserie "L'ultimo padrino", varios personajes de la serie aparecen en Squadra antimafia.

### Emisiones en otros países
| País   | Cadenas | Fecha de Inicio | Fecha de Finalización |
| ------ | ------- | --------------- | --------------------- |
| México | -       | -               | -                     |
| Chile  | La Red  | -               | -                     |
| Perú   | ATV Sur | -               | -                     |